# Gai Juli Jul (dictador 352 aC)
Gai Juli Jul (en llatí: Caius Iulius Iullus) va ser un magistrat romà del segle iv aC. Formava part de la gens Júlia, una antiga gens romana d'origen patrici.
Va ser nomenat dictador l'any 352 aC amb l'excusa d'una suposada guerra contra els etruscs, però en realitat per aconseguir l'elecció de dos patricis en lloc d'un patrici i un plebeu als comicis consulars, en violació de la llei Licínia.